# Estación de Aboño
La estación de Aboño es una estación de ferrocarril situada en la localidad homónima perteneciente al concejo asturiano de Carreño en el norte de España. Forma parte de la red de vía estrecha operada por Renfe Operadora a través su división comercial Renfe Cercanías AM. Está integrada dentro del núcleo de Cercanías Asturias como parte de la línea C-4 (antigua F-4) entre Cudillero y Gijón. 

## Situación ferroviaria
Se encuentra en el punto kilométrico 313,25 de la línea férrea de ancho métrico que une Ferrol con Gijón a 5 metros de altitud. El tramo es de vía única electrificada.

## Historia
Las instalaciones ferroviarias fueron abiertas al tráfico en 1910 con la apertura del tramo Candás-Aboño. Las obras corrieron a cargo de una pequeña compañía conocida como la Sociedad de las Minas y Ferrocarril de Carreño.
En 1974, y poco después de que el Estado lograra completar las obras de la línea Ferrol-Gijón, que precisamente reaprovechaba el recorrido del Ferrocarril de Carreño (entre Avilés y Gijón), la estación pasó a ser gestionada por la empresa pública FEVE. Esta mantuvo la titularidad del recinto hasta 2013, momento en el cual la explotación fue atribuida a Renfe Operadora y las instalaciones a Adif.

## Servicios ferroviarios

### Cercanías
Forma parte de la línea C-4 Gijón - Cudillero de Cercanías Asturias. Al menos treinta trenes diarios, en ambos sentidos, se detienen entre semana en el recinto. La frecuencia disminuye durante los fines de semana y festivos.
| procedencia/destino | < estación | Línea | estación > | destino/procedencia |
| ------------------- | ---------- | ----- | ---------- | ------------------- |
| Gijón               | Veriña     |       | Xivares    | Cudillero           |